# Municipio de Lee (condado de Allegan)
El municipio de Lee (en inglés, Lee Township) es un municipio ubicado en el condado de Allegan, Míchigan, Estados Unidos. Según el censo de 2020, tiene una población de 3805 habitantes.
Abarca una zona mayoritariamente rural.

## Geografía
Está ubicado en las coordenadas 42°27′44″N 86°4′32″O / 42.46222, -86.07556 (42.462158, -86.07567). Según la Oficina del Censo de los Estados Unidos, tiene una superficie total de 93.5 km², de la cual 91.1 km² corresponden a tierra firme y 2.4 km² son agua.

## Demografía
En el 2000, los ingresos promedio de los hogares eran de $30.875 y los ingresos promedio de las familias eran de $32.688. Los ingresos per cápita eran de $11.836. Los hombres tenían un ingreso per cápita de $28.789 contra $23.563 para las mujeres. Alrededor del 21.10% de la población estaba bajo el umbral de pobreza nacional.
Según la estimación 2016-2020 de la Oficina del Censo, los ingresos promedio de los hogares son de $40.564 y los ingresos promedio de las familias son de $48.916. Alrededor del 30.0% de la población está bajo el umbral de pobreza nacional.